# Guineu voladora de les illes Aru
La guineu voladora de les illes Aru (Pteropus aruensis) és una espècie de ratpenat de la família dels pteropòdids. És endèmica de les illes Aru (Indonèsia). No se sap amb certesa quin és l'hàbitat natural de l'espècie, car no se n'ha trobat cap exemplar des del segle xix. De fet, és possible que ja s'hagi extingit.